# シュワルツコフヘンケル
シュワルツコフヘンケル株式会社（Schwarzkopf & Henkel K.K.）は、かつてドイツのヘンケルグループに属していた日本の化粧品会社である。旧社名は山発産業株式会社（やまはつさんぎょう）。

## 概要
1888年、大阪の実業家初代山本發次郎がメリヤスの製造会社として創業した「山発商店」が前身である（アングル参照）。
戦後はホーユーとともにヘアカラーの老舗メーカーとして、白髪染め「パオン」やシャンプー式ヘアカラー「フェミニン」などの商品を売り出していた。
2000年、債務超過により経営難に陥っていた山発産業をヘンケルグループが買収。同時にヘアカラー業界への参入を画策していたライオンが資本参加し、当時子会社として分離していたフェミニン株式会社などを併合した上で、社名を「ヘンケル ライオン コスメティックス株式会社」と変更し、ヘンケルとライオンの合弁会社となった。また、社名の変更と同じくして、マーケティングや営業面を強化するために本社を大阪市北区堂島から東京都品川区東品川に移転した。
だが、債務超過が解消されなかったため、2004年にはライオンが自社保有株の大半をヘンケルグループに売却し、2005年に「シュワルツコフ ヘンケル株式会社」へ改称。2016年8月1日には親会社のヘンケルジャパンに吸収合併され、解散した。展開していたブランドはヘンケルジャパンに継承されている。

## かつてのブランド
- パオン（中・高年層向け白髪染め。シェアはトップクラス。2006年に発売50周年を迎えた）
  - 粉末染毛剤 パオン - 水で溶く一剤式粉末白髪染め。パオン第一号。
  - パオン ディオーサ - カシミアのようにしなやかで上質な髪に仕上がるヘアカラーで無香料。2008年9月に白髪用ヘアカラーでは珍しい黒を基調にしたパッケージを採用した「クリームタイプ」を発売。また2009年9月には全体染めに適した乳液状の「ミルキータイプ」を発売。こちらは白を基調にシルバーの箔押しを施したパッケージを採用している。さらに2011年3月には、濃密な泡がワンプッシュで出せるエアゾールボトルを採用した「泡タイプ」を発売、同年9月には専用のチップで塗るだけで気になる白髪を簡単に隠せるジェルファンデーションタイプの白髪隠し「髪のコンシーラー」を発売した。なおヘアカラー（クリームタイプ・ミルキータイプ）には、アルガンオイル（Argan oil）を配合した「髪の美容液（アフターケアトリートメント）」が付属されているが、ユーザーからの熱い要望に応えて、2010年9月に単品で発売している。
2012年9月には、クリームタイプがしっかり染まって、白髪浮きしない「リッチカラ―処方」採用によりリニューアルした。
  - パオン エッセンスリッチ - 杏由来のパーシック油（うるおい成分）と加水分解コムギたん白液（毛髪保護成分）を配合。滑らかな髪に仕上がるヘアカラー。香りがツンとしない。全体染めに適した乳液タイプの液状と部分染めに便利なクリームの2タイプ。
2012年9月に自身の品質を訴求する為にパッケージデザインを改良した。2013年9月に新色2色を追加した。
  - パオン クリームカラー - 必要な量だけ無駄なく使えるチューブ式ヘアカラー。
  - ミスターパオン セブンエイト - 男性向けの早染めタイプのクリームヘアカラー。　
  - パオン クイックリタッチ - 生え際・分け目の気になる白髪を自然にカバー。使うたびにだんだん白髪が染まる洗い流し不要のヘアマニキュア。
  - パオン 白髪かくしマスカラ - 生え際・分け目の白髪をひと塗りでしっかりカバーするマスカラタイプの白髪隠し。
  - パオン カラースプレー黒艶 - 分け目などの広い範囲の気になる白髪をワンタッチで隠すスプレータイプの白髪隠し。
  - パオン メンパーフェクト - 白髪にノズルで直塗りできる男性用の早染めヘアカラー。
  - パオン ゴールド - うるおい成分（コラーゲン＆シルクエッセンス）配合のクリームヘアカラー。
- マロン（かぶれない非酸化系白髪染め。ジアミン不使用）
- ビジョン（シュワルツコフブランドの定番商品。20～30年代向け。黒髪用と白髪用がある）
- フレッシュライト（若年層向け黒髪用ヘアカラー・ヘアブリーチ） - 男性用と女性用がある。男性用は、髙橋ヒロシ原作の人気不良漫画「クローズ」とその続編にあたる「WORST」に登場するキャラクターを、また女性用は、1972年にアメリカのケナー社 (Kenner) から発売された人形ブライスをパッケージキャラクターに使用している。
  - フレッシュライト ミルキーヘアカラー - 2013年3月発売。「ニオイブロック処方」によりツンとしたニオイが気にならない乳液タイプのヘアカラー。
  - フレッシュライト 泡タイプカラー
  - フレッシュライト 泡タイプヘアカラー（かんたんワンプッシュ） - 2012年6月発売。軽くプッシュするだけで簡単に染められるエアゾール式の泡タイプヘアカラー。取り置きができ、ボトルに残った薬液は次回も使用できる。
  - フレッシュライト ブリーチ - メガメガブリーチ・ハードブリーチ・ナチュラルブリーチの3種類がある。2012年3月にリニューアル。
  - フレッシュライト プリン解消ミストブリーチ - スプレータイプのヘアブリーチ。2012年3月にリニューアル。
  - フレッシュライト ミルキー髪色もどし - 2013年9月発売。ニュアンスのある黒髪を楽しめる乳液タイプのターンカラー。
  - フレッシュライト 泡タイプカラー 髪色もどし - 髪色を黒に戻す泡タイプのターンカラー。男性用は「」（こちらは液状タイプ）。
  - フレッシュライト 髪色もどしスプレー - 一日だけ髪色を黒に戻し、シャンプーで洗い落とせるスプレータイプの髪色もどし。2011年3月にパッケージをリニューアル。
  - メンズフレッシュライト ヘアカラー
  - メンズフレッシュライト ブリーチ - メガメガブリーチとワイルドブリーチの2種類がある。
  - メンズフレッシュライト ターンカラー - ナチュラルブラックとディープブラックの2色。
- フェミニン（白髪隠し。日本初のシャンプー式ヘアカラー） - 「フェミニ～ン♪」のサウンドロゴで有名になったヘアカラー。かつては若・中年層向けヘアカラーブランドだったが、パオンに統合されている。
- サイオス（ヘアケア製品・ヘアカラー） - プロのスタイリストと共同で開発した製品で、ヘアケア製品には毛髪成分に近いアミノ酸とケラチンが配合されている。
  - 2010年9月にシャンプー・コンディショナー・トリートメントマスクを発売（リペア インテンシブケアとモイスチャー インテンシブケアの2タイプ）。2011年9月には、白髪用ヘアカラーとアウトバストリートメント（洗い流さないトリートメント）シリーズとスタイリングシリーズを発売した。2012年3月、ヘアカラーの新色として、人気ヘアスタイリストで東京・青山にあるヘアサロンasia代表の時枝弘明の監修による「スタイリストセレクション」（3色）を発売した。
  - 2012年9月には、2週間の集中補修トリートメント「2-week ディープリペアトリートメント」、スタイリングシリーズには日本の一般市場では初となる粉末タイプの整髪料「ボリュームデザインパウダー」とオイルタイプの「エアリーデザインワックスオイル」「ルースデザインワックスオイル」を、さらにヘアカラーの「スタイリストセレクション」に新色2色を発売した。
  - 2013年3月にシャンプー・コンディショナー・トリートメントマスクをリニューアルし、希少性が高いマルーラオイルを贅沢に配合した「オイルリペア」、天然由来成分配合・ノンシリコン処方の「リペア＆スムース」、高純度ヒアルロン酸配合の「モイスチャーグロス」の3つのタイプとなった。さらにヘアカラーの「スタイリストセレクション」に新色3色を発売した。
  - 2013年9月には、アウトバストリートメント（洗い流さないトリートメント）シリーズとヘアカラーの新色として「ワールドスタイリストセレクション」2色を発売した。
  - 2014年3月には、キューティクルとなじみの良いピュアオイル（パルミチン酸イソプロピル、毛髪保護成分）を配合した「オレオクリーム ヘアカラー」を発売した。
- センセーション（メッシュ（部分染め、又はヘアアクセントカラー）ブランド）
- モンシック（若・中年層向けヘアカラーブランド。トリートメントヘアカラーとキュアシャンプーがあった）
- カラーリングサロン　フェミニン（同上）
- コミュニケーション（センセーションとほぼ同じ）
- イブルック（中年女性向けヘアカラーブランド）
- エンダッタ（育毛剤）
- プロテクターP（染毛用保護クリーム）
- フレッシュUVキュア（頭髪用日焼け止め）
- コンフィデンス(女性専用ハイジーン消臭スプレー)

## 広告

### テレビCM
提供クレジット
- テレビ番組のスポンサー（提供クレジット）表示は山発産業時代から現在に至るまで、「毛染めパオン」あるいは「フェミニン」など、会社名でなくブランド名だけである。
- CMも現在は会社名が表示されていないが、山発産業時代の1997年～1999年のCMには「ⓕ Feminine Group」と表示されている。

主な提供番組
- MBS制作
  - アップダウンクイズ（ヒッチハイク・1975年頃から、久保田鉄工（現・クボタ）の後任）
  - クイズ!!ひらめきパスワード（放送開始からヒッチハイク、ロート製薬1社提供体制終了後からクレジット表記に）
  - 木曜座（毛染めパオンのクレジットとCM）
  - 世界まるごとHOWマッチ（センセーション、コミュニケーション、毛染めパオンの提供読みとCM）
  - 新伍Niタッチ!
  - たけし・所のドラキュラが狙ってる
  - 紅い稲妻 人見絹枝
  - 世界まるごと2001年以降ジパング大決戦!までの木曜夜8時枠（後半は30秒提供・ダウトをさがせ!からフェミニンブランド一本化）
  - すてきな出逢い いい朝8時（フェミニンブランド）
  - 水曜夜10時のドラマ（モンシック、イブルック、毛染めパオンの提供読みとCM）
  - 土曜夜10時のドラマ（フェミニン、毛染めパオンの提供読みとCM）
  - 毎日甲子園ボウル（フェミニンの提供読みとCM、1994年）
- ABC制作
  - おはようワイド・土曜の朝に
  - 朝だ!生です旅サラダ
  - 金子信雄の楽しい夕食のヒッチハイク（15秒・フェミニンブランド）
  - 上沼恵美子のおしゃべりクッキングのヒッチハイク（15秒・フェミニンブランド）
- KTV制作
  - 三枝の愛ラブ!爆笑クリニック（途中降板。後半複数社提供の1社）
- YTV制作
  - スター爆笑Q&A
- テレビ大阪制作
  - プロ野球速報（エンダッタ、育毛剤エンダッタの提供読みとCM）
- サンテレビ制作
  - 水曜洋画劇場
- 日本テレビ制作
  - ズームイン!!サタデー （2005年4月～9月、同業者のホーユーも提供）
- TBS制作
  - ヤング720 （フェミニンブランドのみ）
  - ベルトクイズQ&Q （フェミニンブランドのみ）
  - クイズダービーのヒッチハイク（後に森永製菓）
  - 午後4時の再放送枠のカウキャッチャー
- フジテレビ制作
  - クイズグランプリ （フェミニンブランドのみ。本選出場者にフェミニンシリーズが参加賞として贈呈された）
- テレビ朝日制作
  - 暴れん坊将軍（提供クレジットは毛染めパオン）
  - ANNニュースファイナル（提供クレジットは毛染めパオン）
  - スーパーモーニング（提供クレジットはパオン）
  - ベスト30歌謡曲
- テレビ東京制作
  - 月曜・女のサスペンス（毛染めパオンの提供読みとCM）
  - お茶の間の真実（提供クレジットはパオン）

CM出演者
- パオン - 乙羽信子、長山藍子、イーデス・ハンソン、伊藤雄之助、草笛光子、野川由美子、谷啓、小松政夫、余貴美子
- パオン ディオーサ - 松田聖子、神田沙也加
- サイオス - 栗山千明（ヘアケア）、沢尻エリカ（スタイリング）、南野陽子（ヘアカラー）
- コミュニケーション - 多岐川裕美
- イブルック - 木の実ナナ
- フェミニン - 青木エミ、田中好子、アン・ルイス
- エンダッタ - 山倉和博
- フレッシュライト - MAX、Janne Da Arc

その他
- 山発産業時代は、主に在阪テレビ局のテレビ番組のスポンサーによく提供されていた。余談だが、同社と付き合いの深いロート製薬の提供番組でのスポンサー、ヒッチハイクでもあった。
- ヘンケル ライオン コスメティックス時代は、ライオンの提供番組（主に『ごきげんよう』（フジテレビ）、『はなまるマーケット』（TBS）、『知ってるつもり?!』（日本テレビ）など）内で「パオン」のCMを流していた。

### 新聞・雑誌等
- 新聞や雑誌等の広告では、会社名もクレジットされている（ちなみに山発産業時代は「心のおしゃれ YHK 山発産業」（1980年代～1990年代前半）もしくは「ⓕ Feminine Group」（1997年～1999年）とクレジットされている）。
- 山発産業時代には、名古屋の御園座や大阪の中座の舞台公演のパンフレットにも広告を掲載していた。